# كيم هيوك تشول
كيم هيوك تشول (الكورية: 김혁철)، (ولد عام 1971) هو دبلوماسي كوري شمالي.

## النشأة والتعليم
وُلد كيم في بيونغ يانغ ودرس اللغة الفرنسية في جامعة بيونغيانج للدراسات الأجنبية.